# Interiørbillede
Et Interiørbillede er et kunstværk, hvor motivet er taget fra det indre af en bygning. Billeder af denne type kendes fra renæssancen, og med malere som Johannes Vermeer blev interiørerne et hyppigt motiv, men typisk med karakter af genrebilleder. Da romantikken slog i gennem i Europa blev der fortsat malet interiører som genrebilleder eller som iscenesatte portrætter, men derefter fik stilen sit eget udtryk, i Danmark mest kendt gennem Vilhelm Hammershøis værker.

## Stilens udvikling
Forudsætningen for et vellykket interiørbillede var korrekt brug af perspektiv. Nogle af foregangsmændene var italienerne Antonello da Messina (c. 1430-1479) og Vittore Carpaccio (c. 1465-c. 1525). Fra da Messina kendes blandt andet Sankt Hieronymus i sit studerekammer, hvor interiøret bruges til at udbygge portrættet af den hellige mand. Nord for Alperne blev temaet taget op af Jan van Eyck og Albrecht Dürer og de kom til at danne skole i Nederlandene i 1600-tallet. De værker, der fremkom havde typisk karakter af genrebilleder, eller også var de strengt nøjagtige og kan nærmest betegnes som arkitekturbilleder. Først med kunstnere som Johannes Vermeer og Pieter de Hooch blev der tilført stemninger, som udbyggede stilen og gav den mere selvstændig karakter. Interiørbilledernes popularitet bredte sig efterhånden til det meste af Nordeuropa, med kendte udøvere som Jean Siméon Chardin, William Hogarth, Daniel Chodowiecki og Georg Friedrich Kersting. Billederne indeholdt typisk allegoriske udsagn, eller de indfangede humoristiske, følelsesladede, ironiske eller moraliserende aspekter af dagligdagen. Værkerne kunne også indeholde referencer til beboernes holdninger og livsanskuelser, med elementer af stilleben, eller de kunne koncentrere sig om at fremhæve rummenes og inventarets smukke udseende. I 1800-tallet kunne man således identificere fire retninger inden for interiørbilleder: 
- Interiøret som baggrund for et genrebillede.
- Interiøret som baggrund for et portræt.
- Et interiør gengivet med stor nøjagtighed. Denne stil hed i England w:en:Interior portrait og i Tyskland w:de:Zimmerbilder.
- Endelig kom så - med romantikkens gennembrud - det stemningsprægede interiør, hvor personer og genstande kun var staffage i formidlingen af rummet. Og dermed er vi fremme ved det mange i dag forstår ved et interiørbillede.[1][2]

## Interiørbilleder i Danmark
Wilhelm Bendz nævnes ofte som som pioner for det romantiske interiørbillede i Danmark. Hos Bendz spillede interiøret med, først i 1820erne i portrætter, og senere især i et maleri som En vognport. Partenkirchen. Kasper Monrad skriver om det: 
| „ | ... i Partenkirchen malede han dette billede af en vognport - og skabte et af den danske guldalders mest atmosfæremættede malerier. En ubrydelig ro hersker i det nøgne rum. Den ensomme skikkelse føjer en menneskelig dimension til motivet, men med den rygvendte figur, der synes hensunken i tanker, får billedet også et meditativt anstrøg. | “ |

I 1826 blev N.L. Høyen lærer ved Kunstakademiet, og han opfordrede de studerende til at drage ud og male middelalderens og renæssancens bygningsværker - og så i øvrigt også male danske landskaber, mennesker og begivenheder fra nordisk historie og mytologi. Constantin Hansen og Jørgen Roed hørte til dem, der fulgte hans opfordring. De malede begge interiøret i Skt. Bendts Kirke i Ringsted i 1829. Deres værker havde mest karakter af arkitekturmalerier, og Hans Edvard Nørregård-Nielsen skrev om Roeds udgave:
| „ | Roeds lille interiør fra Sct. Bendts kirke afslører en udtalt farvefølsomhed i behandlingen af skyggerne på den hvide væg, og motivet hørte mellem dem, Høyen gerne så de unge kunstnere beskæftigede sig med. | “ |

Maleren Christen Købke hørte også til dem, der fulgte Høyens anvisninger. I 1830 besøgte han Aarhus, hvor han boede hos Emmerik Høegh-Guldberg og blandt andet malede et interiør fra Aarhus Domkirke. Kasper Monrad skrev om maleriet:
| „ | Maleriet er Købkes første modne værk, og det fremstår ikke som et øvelsesstykke, men som et mesterværk. | “ |

Andre kunstnere, som Wilhelm Marstrand, Christen Dalsgaard og Julius Exner, dyrkede også interiøret, men typisk som baggrund for genremalerier eller portrætter. Det blev de tre venner, Vilhelm Hammershøi, Peter Ilsted og Carl Holsøe, der kom til at definere det danske interiørmaleri. Hammershøi er stjernen blandt de tre - med sine stemningsfulde, næsten sort/hvide malerier - og der har sågar floreret teorier om, at han faktisk var farveblind..

Hans Edvard Nørregård-Nielsen skrev om digteren J.P. Jacobsen, at han kunne trække alle valører ud af et ord som grå, og han fortsatte:
| „ | Hammershøi havde samme forhold til farven, og det er svært at forstå, at de to kunstnere for deres samtid repræsenterede den argeste radikalisme. | “ |

Vennen Carl Holsøe og svogeren Peter Ilsted var til sammenligning tilbageskuende og sentimentale i deres stil, men som Mikael Wivel skriver, var de mere end bare leveringsdygtige. Peter Ilsted arbejdede også med grafiske værker. Han var med til at forbedre kvaliteten af 1600-tallets teknik for mezzotinter, og kunne på den måde fremstille farvelagt grafik i en god kvalitet, der var til at betale for almindelige mennesker. Emil Hannover nævner også Karl Jensen som en kunstner, der forfinede arkitekturmaleriet og dyrkede dets billedlige virkning, uden at gå alt for meget op i lineal, kompas og perspektivering.

## Galleri
|                                                    |
| Wilhelm Bendz - En vognport. Partenkirchen - 1831. |

|                                                            |
| Jørgen Roed - Koret i Skt. Bendts Kirke i Ringsted - 1829. |

|                                                  |
| Christen Købke - Parti i Aarhus Domkirke - 1830. |

|                                         |
| Vilhelm Hammershøi - Sovekammer - 1890. |

|                                                       |
| Carl Holsøe - Interiør med ung pige der læser - 1903. |

|                                                    |
| Karl Jensen - En korridor på Frederiksborg - 1907. |

|                                                       |
| Peter Ilsted - Der ventes gæster - Mezzotinte - 1911. |